# Bruno Rossi
Bruno Benedetto Rossi (Veneza, 13 de abril de 1905 — Cambridge, Massachusetts, 21 de novembro de 1993) foi um físico experimental italiano.
Pioneiro no estudo da radiação cósmica, em suas investigações experimentais fez grandes contribuições à física dos raios cósmicos e sua interação com a matéria. Foi o primeiro a usar foguetes para estudar os raios cósmicos sobre a atmosfera da Terra. Também foi responsável pela detecção dos raios X na astronomia e pelo estudo de plasma interplanetário.
Após obter o doutorado na Universidade de Bolonha, começou sua carreira em 1928, como assistente do Instituto de Física da Universidade de Florença, onde fez suas primeiras descobertas sobre os raios cósmicos.
Em 1932 foi chamado à Universidade de Pádua como professor de Física Experimental. Lá, além de ensinar e pesquisar, Rossi planejou o novo instituto de Física da universidade e supervisionou sua construção. Em 1938 foi afastado de suas funções em consequência dos decretos raciais do estado fascista. Rossi, que era judeu, saiu da Itália e, após passar pela Dinamarca e Inglaterra, mudou-se para os Estados Unidos da América. Em 1939 conseguiu uma posição provisória na Universidade de Chicago. Imediatamente começou uma série de experiências que lhe renderam a primeira prova da partícula fundamental, o méson ou muon. Em 1942 foi professor associado na Universidade de Cornell. Durante a Segunda Guerra Mundial, Rossi trabalhou no desenvolvimento do radar, no laboratório de radiação do Instituto de Tecnologia de Massachusetts (MIT) e depois em Los Alamos como codiretor do Detector Group, responsável pelo desenvolvimento de instrumentos para experiências que auxiliaram o desenvolvimento das bombas atômicas.
Em 1946 Rossi tornou-se professor de física no Instituto de Tecnologia de Massachusetts, onde estabeleceu um grupo para investigar a natureza e as origens dos raios cósmicos e as subpartículas nucleares produzidas pela interação dessa radiação com a atmosfera. Na metade do século XX, quando os aceleradores de partículas dominaram as experiências com partículas, Rossi voltou sua atenção às pesquisas possíveis com os veículos de exploração espacial. No MIT iniciou experimentos com foguetes para estudar o plasma interplanetário. Como consultor do "American Science and Engineering, Inc.", inicia as experiências que descobriram a primeira fonte extrassolar de raios X: Scorpius X-1.
Rossi se aposentou do MIT em 1970 e voltou para a Itália. De 1974 a 1980 ensinou na Universidade de Palermo. Em 1990 publicou sua autobiografia intitulada Momentos na Vida de um cientista.
Morreu em Cambridge, Massachusetts, em 1993.